# Stone Temple Pilots
Stone Temple Pilots (comumente referidos como STP) é uma banda de rock estadunidense formada por Scott Weiland e Robert DeLeo, a quem depois se juntaram o irmão deste, Dean DeLeo e Eric Kretz. A banda ficou ativa de 1989 a 2002 mas debandou devido a conflitos entre seus membros e reuniu-se em 2008.
O Stone Temple Pilots vendeu mais de 18 milhões de cópias somente nos Estados Unidos e aproximadamente 30 milhões no mundo todo. O grupo teve quinze singles no Top 10 das paradas de rock da Billboard, incluindo seis na primeira posição, e um álbum na primeira posição das paradas pop (Purple, de 1994). Em 1993, a banda ganhou um Grammy por "Best Hard Rock Performance" por sua canção "Plush". Stone Temple Pilots também foram classificados na 40ª posição da lista da VH1, Os 100 Maiores Artistas do Hard Rock. Em 2003, após lançar uma compilação de greatest hits chamada Thank You, seus integrantes começaram a seguir caminhos separados. Após o fim em 2003, Weiland se tornou vocalista do Velvet Revolver, com os antigos membros do Guns N' Roses, e um ex-guitarrista do Wasted Youth. Os irmãos DeLeo formaram a banda Army of Anyone com Richard Patrick, da banda Filter. Kretz fundou o Bomb Shelter Studios em Los Angeles.
A banda se reuniu em 2008 após Weiland sair do Velvet Revolver, iniciando sua turnê no festival Rock on the Range em Columbus, Ohio, e em 2010 Lançaram seu novo álbum auto-intitulado.
Em 2013 a Banda substituiu o vocalista Scott Weiland por Chester Bennington, do Linkin Park. A banda lançou um EP de cinco faixas na internet, onde mostrou mudanças no seu estilo para algo mais Hard Rock. No dia 7 de novembro de 2015 surgiu uma especulação — posteriormente confirmada — de que Chester Bennington deixava a banda.
No dia 3 de dezembro de 2015, Scott Weilland foi encontrado morto no ônibus de seu grupo, Scott Weiland & The Wildabouts, em Bloomington, Minnesota (EUA).

## História

### Início e sucesso
Tudo começou com o vocalista Scott Weiland, que em 1989 tinha uma banda de rock chamada Mighty Joe Young. Quando a banda assinou contrato com a Atlantic Records, mudou o nome para Stone Temple Pilots, em 1992. O primeiro CD da banda, integrada por Scott Weiland (vocais), Robert DeLeo (baixo), Dean DeLeo (guitarra) e Eric Kretz (bateria)  foi lançado no mesmo ano: Core, que vendeu mais de 8 milhões de cópias somente nos Estados Unidos. Criticados no início da carreira por fazer um som que muitos consideravam uma mistura de Pearl Jam com Alice in Chains, o STP ganhou o prêmio da MTV de "Banda Revelação" pelo clipe da música "Plush" e alcançou o respeito no meio musical.
Em 1993 a banda gravou um acústico para a MTV e lançou o single "Big Empty". Já em 1994, a banda ganhou um Grammy na categoria de melhor performance de hard rock, pelo single "Plush". No mesmo ano, lançou o segundo CD, Purple, que mais uma vez foi sucesso de vendas com mais de 6 milhões de cópias vendidas nos Estados Unidos. Já consagrada como uma das principais bandas de hard rock, o terceiro trabalho do STP chegou em 1996 com o título Tiny Music... Songs from the Vatican Gift Shop. No meio da turnê, o vocalista Scott Weiland teve sérios problemas com drogas, e a banda foi obrigada a cancelar várias apresentações. Rumores de que os outros integrantes teriam feito as músicas e creditado a autoria a Scott resultaram na venda de 2 milhões de discos nos Estados Unidos, um número bem inferior aos alcançados com os CDs anteriores.
As músicas desse CD mostravam claramente a situação vivida pelo grupo. Em "Tumble In the Rough", um dos versos diz: "Eu estou procurando por uma nova meditação, ainda procurando uma nova maneira para voar, e não uma nova maneira de morrer". Após o cancelamento da turnê, a banda entrou em hiato, e os membros integraram outros projetos. Scott Weiland, o vocalista, dedicou-se a um projeto solo, que viria a resultar no lançamento do seu primeiro álbum, "12 Bar Blues", em 1998. Os membros restantes da banda juntaram-se ao vocalista do Ten Inch Men, Dave Coutts, e fizeram uma turnê sob o nome "Talk Show".
Ainda em 1998, a banda reuniu-se e, no ano seguinte, lançou seu quarto álbum, intitulado No. 4, cujo single "Sour Girl" alcançou sucesso imediato. Porém, logo após seu retorno, Scott foi preso por porte de heroína, e o STP teve que parar novamente. O disco foi certificado platina nos Estados Unidos por vendas superiores a 1 milhão.
Em 2001, a banda lançou um novo álbum, Shangri-La Dee Da, cujas vendas foram bastante inferiores aos álbuns anteriores. O álbum foi gravado em Malibu, tendo sido filmado um documentário durante o processo de criação. No entanto, as filmagens nunca foram divulgadas. O single mais conhecido deste álbum intitula-se "Days of the Week". No final de 2002, a banda entrou novamente em hiato. Já em 2003, foi lançado o álbum Thank You, com os maiores sucessos da banda, principalmente do CD Core, que conta com quatro faixas: "Wicked Garden", "Creep", "Plush" e "Sex Type Thing".
No seguimento do novo corte de relações profissionais, Scott Weiland integrou o super grupo "Velvet Revolver", composto pelos antigos membros do Guns N' Roses, Slash, Duff McKagan e Matt Sorum, e por Dave Kushner, ex-Wasted Youth. Os irmãos Robert e Dean DeLeo viraram produtores musicais, e o primeiro trabalho deles nesta área foi o lançamento do grupo Libertines. Paralelamente, uniram-se ao ex-vocalista do Filter, Richard Patrick, e formaram a banda Army of Anyone, que entraria em hiato em 2007. O baterista Eric Kretz construiu um estúdio em sua casa. Nesse período, o STP não estava em atividade.

### Reunião
Em 2008, num concerto do Velvet Revolver em Glasgow, Scott Weiland anunciou que aquele seria a última turnê da banda com ele como vocalista e, de fato, no mesmo ano foi oficialmente anunciado que ele já não era parte integrante do Velvet Revolver.

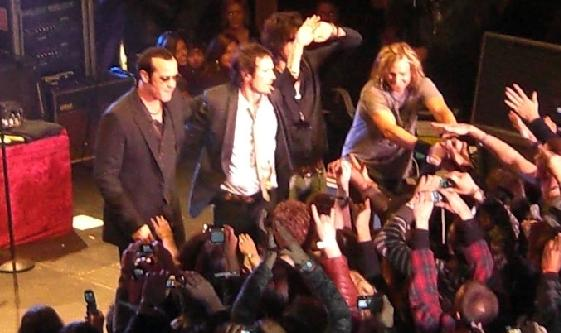
STP tocando em 7 de abril de 2008 (da esquerda para a direita: Robert DeLeo, Scott Weiland, Dean DeLeo, e Eric Kretz)

Em 20 de janeiro de 2008, o jornal Miami Herald relatou que Scott disse que o público "[deveria] ver um reencontro do STP nos próximos meses". Existiam rumores que a turnê de reencontro iria ocorrer em maio, no festival Rock on the Range.
Em 25 de janeiro, Slash, guitarrista do Velvet Revolver, confirmou o reencontro do STP, ao dizer à Billboard que Scott estaria de volta a sua antiga banda. A MTV também relatou o caso no mesmo dia
Decorrido algum tempo, que permitiu ao vocalista Scott Weiland lançar o seu segundo álbum solo (Happy in Galoshes), a banda começou a gravar um novo material no estúdio de Eric Kretz, o Bomb Shelter, localizado em Los Angeles. A volta da banda, segundo o site Blabbermouth, aconteceu no festival Rock on the Range, nos Estados Unidos, onde o grupo começaria uma série de shows em Ohio, a partir de 17 de maio, pretendendo passar por outras 65 cidades.
Em maio de 2010, o Stone Temple Pilots lançou um álbum autointitulado, o sexto gravado em estúdio, que atingiu no seu lançamento o segundo lugar no top-200 da Billboard, e fez uma turnê mundial, passando inclusive por países da América do Sul, Ásia e Oceania. No Brasil, a banda fez duas apresentações: em São Paulo (9 de dezembro de 2010) e no Rio de Janeiro (11 de dezembro de 2010).
Em novembro de 2011, o Stone Temple Pilots tocou no megafestival de música e sustentabilidade SWU, na cidade de Paulínia, no interior de São Paulo, apresentando-se na mesma noite do Alice in Chains e do Faith No More.
Os integrantes da banda divulgaram um comunicado oficial em 28 de fevereiro de 2013, anunciando sua segunda dissolução, alegando a demissão do vocalista Scott Weiland, por causas desconhecidas. Weiland então entrou com um processo contra seus ex-companheiros, em resposta a um outro processo anteriormente interposto pelos membros restantes. Ambos foram resolvidos fora dos tribunais, tendo os irmãos Deleo e Eric Kretz ficado com o direito a usar o nome da banda. No mesmo ano, Chester Bennington, do Linkin Park, foi anunciado como novo vocalista da banda e, mais tarde, a nova formação lançaria um EP intitulado High Rise, sob o nome "Stone Temple Pilots with Chester Bennington".
Dois anos e meio depois de assumir o posto de Scott Weiland como vocalista do Stone Temple Pilots, Chester Bennington anunciou, em 9 de novembro de 2015, em comunicado oficial, que encerraria suas atividades na banda. O músico explicou que tomara a decisão, pois não estava conseguindo gerenciar todas as suas responsabilidades, entre elas a família e o Linkin Park, sua banda principal. Chester e os integrantes do STP divulgaram comunicados simultâneos, dizendo que a separação foi amigável.
Em 3 de dezembro de 2015, Scott Weiland foi encontrado morto dentro do ônibus de sua banda, a Scott Weiland & the Wildabouts, no estado de Minnesota, nos Estados Unidos. De acordo com exames toxicológicos realizados no The Hennepin County Medical Examiner em Minneapolis, Scott Weiland consumiu cocaína, ecstasy e álcool na noite em que foi encontrado morto, além de estar com o organismo desgastado por sofrer de asma e problemas cardíacos.
Em fevereiro de 2016, os membros restantes da banda anunciaram oficialmente que estão à procura de um novo vocalista.

### Projetos paralelos
A banda também tem participações em jogos de videogame: "Trippin on a Hole in a Paper Heart", no Guitar Hero 2, e "Sex Type Thing", no Guitar Hero Aerosmith e em Gran Turismo 2, além de a música "Plush" estar no jogo Grand Theft Auto: San Andreas (disponível na "Rádio X").

## O Renascer do STP
Em 16 de novembro 2016, o Entertainment Tonight reportou que o Stone Temple Pilots havia recrutado Jeff Gutt para ser o novo vocalista, substituindo Chester Bennington, que havia deixado a banda cerca de um ano antes. No dia seguinte um representante da banda negou o rumor afirmando que "a banda vem ensaiando com vários cantores nas últimas semanas" e "eles ainda não decidiram". Um ano mais tarde, em 14 de novembro de 2017, Stone Temple Pilots anuncia o reborn da banda com Gutt oficialmente nos vocais da banda e fizeram o primeiro show na nova formação na mesma noite no Troubadour em Los Angeles.

## Integrantes
- Dean DeLeo - guitarras (1989–2002; 2008–presente)
- Robert DeLeo - baixo (1989–2002; 2008–presente)
- Eric Kretz - bateria (1989–2002; 2008–presente)
- Jeff Gutt - vocais (2017–presente)

## Ex-integrantes
- Scott Weiland - vocais (1989–2002; 2008–2013)
- Chester Bennington - vocais (2013–2015)

## Discografia
- Core (1992)
- Purple (1994)
- Tiny Music... Songs from the Vatican Gift Shop (1996)
- Nº 4 (1999)
- Shangri-La Dee Da (2001)
- Thank You (2003)
- Stone Temple Pilots (2010)
- Stone Temple Pilots (2018)
- Perdida (2020)

## Prêmios
A banda recebeu vinte nomeações em toda a carreira e venceu seis. Alguns do principais prêmios vencidos são:
- "Plush" - Best Hard Rock Performance - Grammy Awards 1994
- Favorite Pop/Rock New Artist - American Music Awards 1994
- Best Modern Rock Artist - Billboard Music Awards 1994